# Dębno (Raków)
Pour les articles homonymes, voir Dębno.
Dębno est une localité polonaise de la gmina de Raków, située dans le powiat de Kielce en voïvodie de Sainte-Croix.